# Fao (España)
Fao o Santa Eugenia de Fao (llamada oficialmente Santa Uxía de Fao) es una parroquia española del municipio de Touro, en la provincia de La Coruña, Galicia.

## Entidades de población
Entidades de población que forman parte de la parroquia:
- A Torre
- Aldrén
- Arroeiro (O Arroeiro)
- Bustelo
- Cascallón (O Cascallón)
- Cruz (A Cruz)
- Dezas (Os Dezas)
- Gagos (Os Gagos)
- La Iglesia[5] (A Eirexe)
- Moutarón (O Moutarón)
- Paces (Os Paces)
- Pena
- Soutullo

## Demografía
| Gráfica de evolución demográfica de Fao entre 2000 y 2019 |
|                                                           |
| Datos según el nomenclátor publicado por el INE.          |